# El Chorro (Formosa)
El Chorro es una localidad argentina en el Departamento Ramón Lista, en el extremo noroccidental de la provincia de Formosa. Su nombre oficial desde 1977 hasta 2015 fue General Mosconi, año en que recuperó su denominación original de El Chorro por ley provincial 1632.
Su principal acceso es la ruta provincial 39 que la vincula con Ingeniero Juárez.

## Toponimia
Desde 1977 hasta 2015 se denominó General Mosconi en honor al general ingeniero petrolero Enrique Mosconi.
Este nombre le fue impuesto a la localidad de El Chorro, primera capital del departamento Ramón Lista, por medio del Decreto N°3138/77, referido a cambios de nombres a Pueblos, Parajes, y Lugares Formoseños. Por ley 1632 se le restituyó dicho nombre a esta localidad. 
La localidad de El Chorro tuvo su primera denominación en el dialecto wichí: W'ajthokwe, que quiere decir "caída o brote de agua", la que se producía y sigue produciendo por brote de agua en una cañada. Es una región casi desértica. A ella llegó una expedición militar llegaron soldados del Fortín General Belgrano, quienes encontraron hacia 1900 en el lugar un chorro o vertiente de agua que surgía del fondo de un cañón, por lo que tomaron al lugar como punto de descanso y referencia, denominándolo Los Campos de la Cañada del Chorro de Agua o El Chorro de Agua, sintetizándola sus pobladores con el tiempo, simplemente como El Chorro, donde abrevaban miles de animales vacunos y cabríos en la época de esplendor de la zona. El agua surgía de la llamada Cañada Madre.

## Población
Cuenta con 1902 habitantes (Indec, 2010), lo que representa un incremento del 48,7% frente a los 1,279 habitantes (Indec, 2001) del censo anterior.
| Gráfica de evolución demográfica de General Mosconi entre 1991 y 2010 |
|                                                                       |
| Fuente: Censos nacionales del INDEC                                   |

## Paisaje delchaco formoseño
Tiene un modelo de llanura de escasa pendiente, que declina de noroeste a sudeste desde la cota 205 en Mosconi, hasta la ciudad de Formosa, situada a 65 m s. n. m.